# Барський цукровий завод
Барський цукровий завод — підприємство харчової промисловості у місті Бар Вінницької області.

## Історія
Цукровий завод побудований в 1900 році в заштатному місті Бар Могилівського повіту Подільської губернії Російської імперії і стало найбільшим підприємством (на ньому працювали 400 з 658 робітників міста). Сировиною для виробництва цукру були цукрові буряки, які вирощували в повіті.
Під час першої російської революції 1905 - 1907 рр. в травні 1905 року в Барі мав місце загальний страйк сільськогосподарських робітників, у якій брали участь робітники цукрового заводу. Учасники вимагали підвищити заробітну плату і перешкоджали залученню до виконання робіт найнятих працівників з інших районів.
Після початку Першої світової війни місто опинилося в тилах діючої армії.
Після Лютневої революції, в квітні 1917 року створена профспілка робітників цукрового заводу. За участю військ гарнізону (тут розташовувалося управління 7-ї армії) тут було створено Раду робітничих, селянських і солдатських депутатів, яка у травні 1917 року встановила на підприємствах міста 8-годинний робочий день. Надалі місто опинилося в зоні бойових дій громадянської війни і влада тут кілька разів змінювалася. 

### 1918 - 1991
У лютому 1918 року Бар окуповали австро-німецькі війська (які залишалися тут до листопада 1918 року). В цей час тут була створена підпільна більшовицька організація, в ніч на 20 серпня 1918 року почала збройне повстання проти окупантів та їх посібників. Ядро повстанців становили робітники цукрового заводу. Виступ був жорстоко придушений.
В ході радянсько-польської війни в квітні 1920 року Бар захопили польські війська, але 24 червня 1920 року вони були вибиті частинами РСЧА. Після відновлення Радянської влади почалося відновлення зруйнованих підприємств міста (при цьому на цукровому заводі та інших підприємствах організовані гуртки ліквідації неписьменності).
У 1923 році цукровий завод відновив роботу.
У ході індустріалізації 1930-х років в місті була побудована електростанція (в 1936 році введена в експлуатацію, після чого промислові підприємства були електрифіковані), а цукровий завод - реконструйовано і розширено. Крім того, побудований заводський клуб.
У 1939 році на Панському цукровому заводі працювало 282 людини. Виробнича потужність заводу в 1940 році склала 13 тис. тонн цукру.
В ході Другої світової війни 16 липня 1941 року Бар був окупований наступаючими німецькими військами. Створена в місті радянська підпільна організація організувала кілька аварій на цукровому заводі з метою ускладнити його використання в інтересах окупантів.
25 березня 1944 року у Бар повернулися радянські війська, і вже в цьому році цукровий завод, міська електростанція, що забезпечувала його електроенергією, і кілька інших підприємств міста були відновлені і відновили роботу.
Після війни відновлений заводський клуб Барського цукрового заводу. 
Пізніше, цукровий завод був реконструйований і отримав нове обладнання. В результаті, потужність заводу була збільшена з 20 тис. тонн цукру в 1960 році до 26 тис. тонн цукру в 1971 році.
В цілому, в радянський час Барський цукровий завод входив у число провідних підприємств міста, на його балансі перебували об'єкти соціальної інфраструктури.

### Після 1991
Після проголошення незалежності України, завод перейшов у відання Державного комітету харчової промисловості України.
У травні 1995 року Кабінет Міністрів України затвердив рішення про приватизацію цукрового заводу. Надалі, державне підприємство перетворено у відкрите акціонерне товариство.
У червні 1999 року арбітражний суд Вінницької області порушив справу про банкрутство заводу. Надалі, завод був реорганізований у товариство з обмеженою відповідальністю.